# 1-氯甲氧基-2-甲氧基乙烷
1-氯甲氧基-2-甲氧基乙烷是一种有机化合物，化学式为CH
3OCH
2CH
2OCH
2Cl。它是无色液体，是氯烷基醚的一种。它可由二(甲氧基乙氧基)甲烷和氯化亚砜在二甲基甲酰胺中反应得到。它和4-溴苯酚在氢化钠存在下反应，可以得到4-溴苯氧基(甲氧基乙氧基)甲烷。